# Rhys Chatham

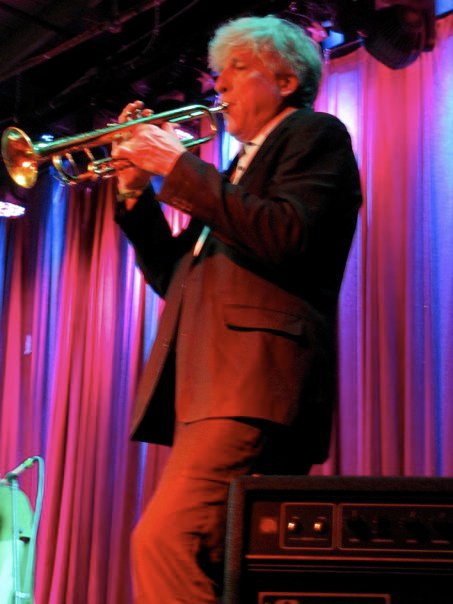
Rhys Chatham en el festival musical Boomslang 2010.

Rhys Chatham (Nueva York, 19 de septiembre de 1952) es un compositor, trompetista y guitarrista estadounidense contemporáneo de vanguardia. Chatham es conocido por su uso de fuertes volúmenes, repeticiones, "droning" y series armónicas. La música de Chatham es difícil de clasificar: a veces calificada de música industrial o de simples cacofonías, se caracteriza por utilizar de manera importante los microintervalos. 

## Discografía
- Factor X. CD, Moers Music, 1983.
- Die Donnergötter. CD/LP, Dossier Records ; Table of the Elements, Radium, 2006.
- Neon. CD/LP, Ninja Tune, Ntone, 1996.
- Septile. CD/LP, Ninja Tune, Ntone, 1997.
- Hard Edge. CD, The Wire Editions, 1999.
- A Rhys Chatham Compendium: 1971-1989. CD, Table of the Elements, 2002.
- An Angel Moves Too Fast to See. 3xCD Box, Table of the Elements, 2003.
- Echo Solo. LP, Table of the Elements, Azoth, 2003.
- Three Aspects of the Name. LP, Table of the Elements, Lanthanides, 2004.
- Two Gongs. CD, Table of the Elements, Radium, 2006.
- An Angel Moves Too Fast to See. CD/LP, Table of the Elements, Radium, 2006.
- A Crimson Grail. CD, Table Of The Elements, Radium, 2007.

### Apariciones en recopilaciones
- From The Kitchen Archives No. 3. Amplified: New Music Meets Rock, 1981-1986. CD, Orange Mountain Music, 2006.
- A Field Guide to Table of the Elements. 2xCD, Table of the Elements, 2006.

```
New York Noise Vol. 2 (Music From The New York Underground 1977-1984)
```